# Tchéliad
Tchéliad (en russe : Че́лядь) est le nom donné à des populations qui ne sont pas libres mais esclaves dans l'ancienne Rus'.
Du VIe au IXe siècle, le mot désigne des populations capturées et devenues esclaves.
À partir des IXe et Xe siècles, les personnes possédant ce statut peuvent faire l'objet de contrats de ventes et d'achats.
À partir du XIe siècle, le terme « tchéliad » désigne une partie de la population non-libre possédée par le pouvoir féodal. Au milieu du XIe siècle, ce terme « tchéliad » est remplacé par le terme « kholop ». 
En Russie, aux XVIIIe et XIXe siècles, le mot a pris le sens général de serf de propriétaires fonciers.